# Suiriri-cavaleiro

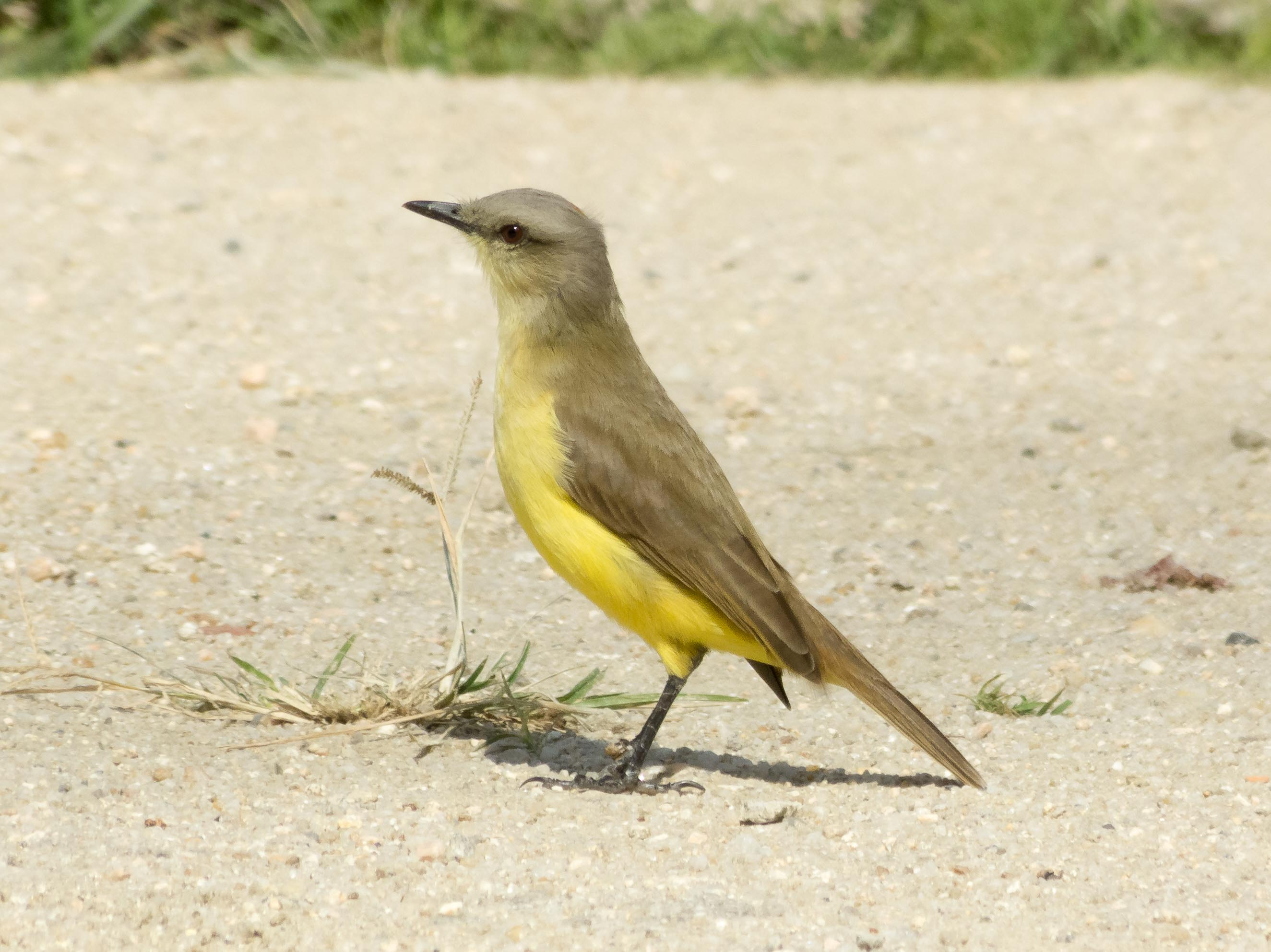

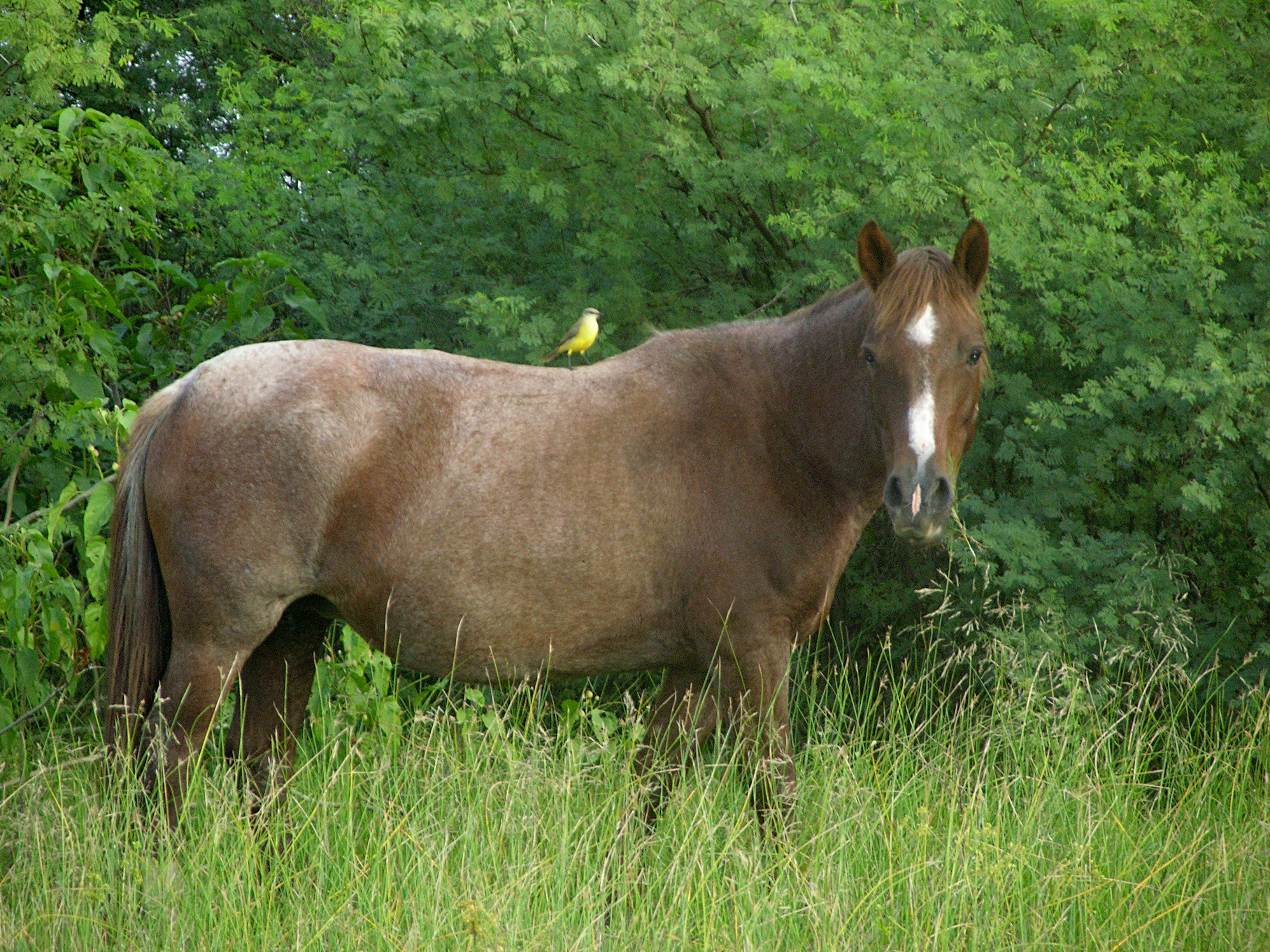

O suiriri-cavaleiro (Machetornis rixosa) também conhecido popularmente como bem-te-vi-do-gado, bem-te-vi-carrapateiro, suiriri-do-campo, bem-te-vi-cabeça-de-estaca, bem-te-vi-de-coroa, bem-te-vi-coroa, cavaleiro e suiriri, é uma espécie de ave passeriforme da família Tyrannidae.
A distribuição ocorre principalmente na região Centro-leste do Brasil, desde a Venezuela até a Bolívia, Argentina e Uruguai. Seu habitat consiste em pastos, fazendas, campos, praias, parques urbanos, dunas de areia. Seu ninho é construído com graveto em arbustos.
Sua coloração é amarelo, o pescoço de cor clara, a cabeça cinza e as partes superiores marrons. Podendo medir cerca de 18 cm.
Sua fonte de alimentação consiste na captura de carrapatos e parasitas que se depositam sobre os animais.
A manutenção das penas é essencial para a prevenção de doenças. As penas são tecidos que vão se deteriorando com o passar do tempo devido inúmeros fatores. O contato com a vegetação e com o sol é um dos motivos dessa degradação. Devido a esse processo que acontece frequentemente, as aves precisam realizar a troca das penas com certa regularidade. A maior parte das espécies substituem as penas posteriormente a reprodução. Entretanto, em outras espécies podem ter uma segunda mudança como forma de alterar a plumagem e se embelezar antes do período reprodutivo. Após a renovação das penas e até que a sucessora aconteça, as aves fazem uma manutenção diária. Quando tomam banho de água ou de areia, elas limpam a plumagem e combatem ácaros e piolhos.

## Etimologia
O suiriri-cavaleiro recebe esse nome devido ao costume de pousar sobre equinos e bovinos. "Suiriri" é derivado do termo tupi suiri'ri. Rixosa é o termo latino para "briguento".
O nome "suiriri-cavaleiro" foi selecionado como nome vernáculo técnico para a espécie pelo Comitê Brasileiro de Registros Ornitológicos.